# 格倫 (明尼蘇達州)
格倫（英語：Glen）是位於美國明尼蘇達州艾特金縣格倫鎮區及馬爾莫鎮區的一個非建制地區。

## 地理
格倫所處的海拔為高於海平面397米（即1302英呎），而該地所採用的時區為UTC-6，即北美中部時區（CST）。同時該地設有夏令時間，為UTC-6調快一小時，即UTC-5（CDT）。